# Història d'O (pel·lícula)
Història d'O (títol original en francès: Histoire d'O) és una pel·lícula francesa eròtica de 1975 dirigida per Just Jaeckin. Es basa en la novel·la homònima escrita per Pauline Réage el 1954.

## Sinopsi
Una fotògrafa de moda jove coneguda només com «O» (Corinne Cléry) és portada pel seu amant René (Udo Kier) al castell de Roissy, on és subjecta a diversos rituals sexuals sadomasoquistes. Ella porta un anell com a signe de la seva iniciació.
«O» es troba amb una model anomenada Jacqueline. René porta «O» a Sir Stephen H. (Anthony Steel), que va ser criat com a germà d'aquest, i junts la comparteixen. Sir Stephen a més, l'assota sovint a l'esquena. Més endavant, «O» és enviada per Sir Stephen a la casa de camp d'Anne-Marie (Christiane Minazzoli) on ella i altres dones joves s'assoten les unes a les altres
La visita de «O» conclou amb la inserció dels anells de Sir Stephen en els seus llavis de la vulva, i és marcada amb un ferro roent amb les seves inicials per indicar que és propietat de Sir Stephen; el que li dona dret a Sir Stephen fins a de compartir-la amb altres homes, com el comandant (Gabriel Cattand) i Ivan (Alain Noury).
Rene s'obsessiona amb Jacqueline, que ja era amant d'«O», i aquesta última inicia Jacqueline portant-la a Roissy per a cedir-se-la més endavant a Rene en agraïment per haver-la cedit a Sir Stephen. Finalment, i per a posar a prova l'amor de Sir Stephen, «O» li fa una cremada a la mà amb el filtre d'un porta-cigarret.

## Repartiment
- Corinne Cléry - O
- Udo Kier - René
- Anthony Steel - Sir Stephen
- Jean Gaven - Pierre
- Li Sellgren -Jacqueline
- Christiane Minazzoli - Anne-Marie
- Alain Noury - Ivan
- Martine Kelly - Therese
- Jean-Pierre Andréani - Eric, maître
- Gabriel Cattand - El comandant
- Henri Piégay - Maître
- Florence Cayrol - Yvonne

## Recepció
A la pel·lícula se li va rebutjar un certificat de llançament de cinema britànic de la BBFC el 1975 però finalment fou editada en DVD sense talls en 2000.
Rotten Tomatoes, un agregador de revisions, informa que el 33% de sis crítiques dona ven un resultat positiu; la puntuació era de 5.33/10.